# Wirtschaft Litauens
Dieser Artikel wurde aufgrund inhaltlicher und/oder formaler Mängel auf der Qualitätssicherungsseite des Portals Wirtschaft eingetragen. 
Du kannst helfen, indem du die dort genannten Mängel beseitigst oder dich an der Diskussion beteiligst.
Litauen hat in den vergangenen 30 Jahren mit dem Übergang von der sowjetischen Plan- zur Marktwirtschaft große strukturelle Veränderungen hinter sich gebracht, die in einer sehr wechselvollen wirtschaftlichen Entwicklung ihren Niederschlag finden. Diese war geprägt von einem drastischen Einbruch in der Transformationsphase bis 1993, einer anschließenden Erholung bis Ende 1998, eine Rezession ausgelöst durch die Russlandkrise und durch sie forciert eine noch stärkere Hinwendung zum (westeuropäischen) EU-Markt, die nach einer ersten Erholung (bis 2003) im Umfeld des EU-Beitritts (1. Mai 2004) einen Boom auslöste, der mit der von den USA ausgehenden Finanzkrise seit Frühling 2008 abrupt endete. In den letzten Jahren konnte sich die Wirtschaft wieder erholen und Wachstumsrate, Haushaltssaldo und die Arbeitslosenquote verbesserten sich wieder. 2017 gehörte Litauen mit einer Wachstumsrate von 3,8 % zu den am schnellsten wachsenden Volkswirtschaften im Euroraum.
Im Rahmen der Umstrukturierungen war die Privatisierung von Staatsbetrieben (v. a. im Bereich Energie) ein herausragendes politisches Thema, das immer wieder Regierungskrisen ausgelöst hat. Andere Wandel, wie der Rückgang der Landwirtschaft, die immense Rationalisierung und Modernisierung in traditionellen Industriebranchen wie der Lebensmittelindustrie, der Elektrogeräteherstellung und Metallverarbeitung sowie der Chemieindustrie sind kaum bemerkt vonstattengegangen. In den nächsten Jahrzehnten steht der große Schritt bevor, von einer verlängerten Werkbank zu einer modernen Wirtschaft zu gelangen. In der Infrastruktur (Verkehr/Telekommunikation/Bankwesen) und bei den Dienstleistungen ist ein gutes Fundament gelegt.
Seit 2015 ist Litauen Mitglied der Eurozone.

## Zeitgeschichtlicher Überblick

### Entwicklung seit 1990
Nach der Auflösung der Sowjetunion erfolgten in der Wirtschaft schwerwiegende Umwälzungen. Zahlreiche Betriebe wurden stillgelegt oder privatisiert. Traditionelle Handelsbeziehungen brachen ab oder wurden aus politischen Motiven abgebrochen bzw. durch neue Grenzen erschwert. Die Produktion in Industrie und Landwirtschaft ging zurück. Das Produktionsvolumen rutschte bis 1994 auf ein Viertel des Niveaus von 1989. Die Arbeitslosigkeit stieg auf über 20 %. Hinzu kam eine Hyperinflation, die im Jahre 1992 ca. 1400 % erreichte.
Hilfe vom Westen kam 1992, als Litauen Mitglied des Internationalen Währungsfonds (IWF) wurde und dieser 1993 Litauen Kredite in Höhe von 300 Millionen US-Dollar gewährte. Mit Unterstützung des IWF und der Weltbank wurden Wirtschaftsreformen vorgenommen und der Litas als nationale Währung eingeführt. Im Sommer 1992 war bereits eine provisorische Währung, der Talonas, an die Stelle des Rubels getreten. Im Sommer 1993 wurde er vom Litas abgelöst. Die Inflation ging langsam zurück, und der Litas konnte am 1. April 1994 auf einen festen Wechselkurs von 4:1 zum Dollar festgeschrieben werden.
Nach der Einführung des Litas trat eine gewisse Stabilität ein. Litauen wies ab 1995 ein kontinuierliches Wirtschaftswachstum von jährlich mindestens 3,5 % auf. Einen Rückschritt löste die Russlandkrise aus, als ab Ende 1998 durch den Kursverfall des Russischen Rubels die Absatzmärkte der GUS-Staaten wegbrachen. Nun erwies sich die hohe Verschuldung des Staates wegen der Finanzgarantien für eine Unzahl staatlicher Fonds (z. B. SoDra) und teilprivatisierte Unternehmen (z. B. die Erdölraffinerie Mažeikių Nafta) als Problem. Auch war die Privatisierung gerade der großen unrentablen Unternehmen nur halbherzig vorangetrieben worden. Die konservative Regierung musste einen höchst unpopulären Sparkurs fahren und wurde Ende 2000 aus dem Amt gewählt.

### Gegenwart und Ausblick
Aufgrund eines beachtlichen wirtschaftlichen Wachstums seit 2001 lag die offizielle Arbeitslosigkeit in Litauen bei 3,9 % (1. Februar 2007). Verschiedene Branchen klagten bereits über einen strukturellen Arbeitskräftemangel, insbesondere in den wirtschaftlichen Zentren Vilnius, Klaipėda und Kaunas. Damit einher ging ein schnelles Wachstum der Löhne um ca. 16 % jährlich. Der mittlere Lohn beträgt 1731 Litas (ca. 500 EUR – brutto, 1. Februar 2007). Nach der Finanzkrise stieg die Arbeitslosigkeit deutlich an und erreichte 2010 17,9 %. Die Jugendarbeitslosigkeit betrug fast 30 %.
Seit dem EU-Beitritt, aber vor allem nach der Finanzkrise kam es zu einer starken Auswanderung besonders der jungen, mobilen und gut ausgebildeten Bevölkerung in die Länder Westeuropas (v. a. Großbritannien, Irland, Dänemark), die sich geöffnet haben und in denen litauische "Gastarbeiter" deutlich mehr verdienen können als in ihrem Heimatland. Im Hinblick auf die zukünftige Entwicklung Litauens ist dies kontraproduktiv, weil dadurch ein Fachkräftemangel entsteht.
Die Funktion als "verlängerte Werkbank" Westeuropas wurde dem Land schon bald durch die neuen EU Mitglieder und Beitrittskandidaten Rumänien, Bulgarien, Kroatien streitig gemacht, in denen die Löhne noch niedriger sind.
Die Zukunft Litauens ist gekennzeichnet durch weitere Integration in westliche Strukturen. Zur Zeit deutet aber vieles darauf hin, dass das Land z. B. beim Durchschnittseinkommen auf lange Zeit keinen Anschluss an das westeuropäische Wohlstandsniveau finden wird.

## Bruttoinlandsprodukt (BIP)
Seit der Überwindung der Russlandkrise von 1998/99 boomte die Wirtschaft aller drei baltischen Staaten bis zur Finanzkrise ab 2007. Seit 1995 lag der Zuwachs des BIP (real) in Litauen nur in den Jahren 1999 und 2009 im negativen Bereich. Das BIP betrag 2008 umgerechnet 32 Mrd. Euro und somit mehr als das Dreifache des Wertes von 1999. Litauen wurde wegen seiner guten wirtschaftlichen Entwicklung bis 2008 oft Baltischer Tiger genannt.
Im Vergleich mit dem BIP der EU ausgedrückt in Kaufkraftstandards erreichte Litauen 2015 einen Indexwert von knapp 74 (EU-28:100) und damit etwa 60 % des deutschen Wertes.
| Jahr                              | 1990  | 1992  | 1995    | 2000   | 2005   | 2010   | 2015  |
| --------------------------------- | ----- | ----- | ------- | ------ | ------ | ------ | ----- |
| in Milliarden Litas               | 0,13  | 3,4   | 26,0    | 45,7   | 72,1   | 95,7   | k. A. |
| in Milliarden Euro                | k. A. | k. A. | 5,0     | 12,4   | 20,9   | 27,7   | 37,2  |
| pro Einwohner (in Litas)          | 36    | 921   | 7.419   | 13.145 | 21.791 | 30.890 | k. A. |
| pro Einwohner (in Euro)           | k. A. | k. A. | 1.436   | 3.554  | 6.311  | 8.946  | k. A. |
| Wachstum (real, in % zum Vorjahr) | k. A. | −21,3 | ca. 3,5 | 3,6    | 7,4    | 1,6    | k. A. |

Quelle: Statistikamt Litauens
BIP und Beschäftigung nach Wirtschaftssektoren
In den 1990er und den 2000er Jahren hat sich Litauens Wirtschaftsleistung der der Alt-EU-Mitglieder sehr stark angeglichen. Die kleinbetrieblich strukturierte Land- und Forstwirtschaft, die 1995 noch für 11,5 % der Wirtschaftsleistung verantwortlich zeichnete, trug 2007 noch einen Anteil von 4,5 % bei. Ebenso hat sich die Zahl der Beschäftigten stark verringert von gut 270.000 auf 170.000. Demgegenüber haben von der gestiegenen Binnennachfrage in den Boomjahren vor allem die Finanz- und Immobilienbranche (Anteil an der Wirtschaftsleistung von ca. 12 % bis 2003 auf über 15 % 2007 gestiegen) und die Baubranche profitiert (Steigerung von ca. 7 % bis 2004 auf über 10 % 2007). Im Bausektor stieg die Beschäftigung innerhalb weniger Jahre von 90.000 (2002) auf über 145.000 (2006), im Immobiliensektor gar von 10.000 im Jahre 2004 auf knapp 17.000 zwei Jahre später. Entsprechend groß war hier das Risiko des Arbeitsplatzverlusts im Rahmen der Wirtschaftskrise von 2010–11, in der gleichzeitig einer strenge Austeritätspolitik betrieben wurde, um den Beitritt zur Euro-Zone nicht zu gefährden.
Ein weiterer expansiver Wirtschaftszweig ist der Bereich Transport und Telekommunikation, der seinen Anteil am BIP von unter 8 % im Jahre 1995 auf knapp 12 % 2007 steigern konnte, die Beschäftigung stieg von 86.000 im Jahre 2001 auf über 110.000 2007 (lag allerdings 1995 schon mal bei 95.000). In den letzten Jahren ist insbesondere der IT-Sektor stark expandiert.
Stark gestiegen ist auch die Bedeutung der Tourismusindustrie für die Beschäftigung: von 19.000 Beschäftigten 1995 über 25.000 (2002) auf über 36.000 (2006). Die Beschäftigtenzahlen in der Verwaltung und im Bildungs- und Sozialbereich sind seit 1995 relativ konstant geblieben (2006: 81.000 / 132.000 / 106.000), mit einer fallenden Tendenz im Bildungssektor und einer steigenden im Sozialbereich.

## Inflation
Nach einer Hyperinflation in den ersten Jahren der Unabhängigkeit nach 1990 führte die Einführung des Litas im Juni 1993 zu einer Abschwächung der Inflation von 45 % im Jahre 1994 auf 2,4 % Ende 1998. Bis 2003 verharrte die Inflation auf niedrigem Niveau, in den Jahren 2002 und 2003 wurde sogar eine Deflation verzeichnet, für die der starke Euro-Kurs, an den die litauische Währung seit Februar 2002 gebunden ist, und sinkende Lebensmittelpreise sowie Telekommunikationskosten verantwortlich zeichneten. Nach dem EU-Beitritt setzte die Inflation aufgrund einer anziehenden Binnennachfrage wieder ein. Die seither boomende Wirtschaft, die ein starkes Lohnwachstum nach sich zog (siehe Kapitel „Arbeit und Gehälter“), und die großzügige Vergabe von Privatkrediten sorgten für eine starke Ausweitung der Geldmenge und in der Folge für eine ausufernde Inflation. Insbesondere der Immobilienmarkt und die Freizeitbranche verzeichneten starke Preisanstiege. Der hohe Ölpreis und teurere Gasimporte taten ihr Übriges. Die Inflation erreichte 2007 / 2008 Raten über 8 %.
| Jahr                     | 1993 | 1994 | 1995 | 1996 | 1997 | 1998 | 1999 | 2000 | 2001 | 2002 | 2003  | 2004 | 2005 | 2006 | 2007 | 2008 |
| insgesamt                | 189  | 45   | 36   | 13,1 | 8,4  | 2,4  | 0,3  | 1,4  | 2,0  | −1,0 | −1,3  | 2,9  | 3,0  | 4,5  | 8,1  | 8,5  |
| ------------------------ | ---- | ---- | ---- | ---- | ---- | ---- | ---- | ---- | ---- | ---- | ----- | ---- | ---- | ---- | ---- | ---- |
| Lebensmittel             | 154  | 39   | 41   | 13,7 | 4,1  | −3,7 | −1,4 | −1,7 | 6,2  | −5,3 | −1,9  | 4,8  | 3,5  | 8,1  | 15,5 | 10,9 |
| Wohnen (Miete & Energie) | 247  | 92   | 42   | 14,4 | 21,1 | 11,1 | 1,8  | 14,7 | 0,4  | 1,5  | 0,5   | 0,6  | 6,7  | 10,3 | 14,1 | 23,3 |
| Gesundheit               | 929  | 56   | 11,6 | 9,9  | 6,5  | −1,4 | −3,1 | −2,9 | −1,1 | 3,8  | 3,8   | 11,1 | 6,1  | 5,9  | 9,1  | 11,7 |
| Telekommunikation        | 79   | 52   | 74   | 3,7  | 29   | 32   | 16,9 | 13,6 | 21,1 | 1,9  | −12,2 | −1,2 | −5,2 | 0,9  | −7,3 | −1,9 |
| Gastronomie              | 290  | 79   | 17,2 | 9,6  | 5,1  | 3,7  | −0,6 | −0,4 | 0,3  | 0,5  | −0,2  | 2,3  | 3,3  | 5,1  | 10,8 | 14,2 |

Quelle: Statistikamt Litauens

## Arbeit und Gehälter
Die Arbeitslosenquoten sind in Litauen mit einer gewissen Vorsicht zu behandeln. Da für viele kein oder kaum ein Leistungsanspruch besteht, melden sich viele Menschen nicht arbeitslos. Dies galt in noch stärkerem Maße in der Vergangenheit, als Arbeitslosengeld noch nicht existierte. Zudem müssen Langzeitarbeitslose damit rechnen, zu Arbeitsdiensten herangezogen zu werden (z. B. Straßenreinigung). Allerdings zeigen die Daten im chronologischen Verlauf sehr gut die wirtschaftliche Entwicklung des Landes.
| Jahr                                       | 1993 | 1994 | 1995 | 1996 | 1997 | 1998 | 1999 | 2000 | 2001 | 2002  | 2003  | 2004  | 2005  | 2006  | 2007  | 2011  |
| ------------------------------------------ | ---- | ---- | ---- | ---- | ---- | ---- | ---- | ---- | ---- | ----- | ----- | ----- | ----- | ----- | ----- | ----- |
| Arbeitslosenzahl (in Tsd.)                 | 81   | 66   | 109  | 125  | 105  | 114  | 149  | 205  | 224  | 198   | 167   | 143   | 101   | 73    | 67    | 248   |
| Arbeitslosenquote 1)                       | 4,4  | 3,8  | 6,1  | 7,1  | 5,1  | 5,6  | 7,4  | 10,2 | 11,1 | 9,7   | 8,1   | 6,8   | 4,8   | 3,4   | 3,2   | 15,4  |
| Gehälter (brutto, in LTL) 2)               | -    | -    | 481  | 618  | 778  | 930  | 987  | 971  | 982  | 1.014 | 1.073 | 1.149 | 1.276 | 1.496 | 1.802 | 2.175 |
| Gehaltsanstieg (real, in % zum Vorjahr) 3) | -    | -    | -    | -    | 15,8 | 11,7 | 5,1  | −5,2 | −0,4 | 4,9   | 9,9   | 6,1   | 7,2   | 16,2  | 19,9  | 20    |

1) in % aller Personen im erwerbsfähigen Alter; bis 1996 in Prozent an den Erwerbstätigen, daher Quote etwa 10–15 % höher

2) das Bruttogehalt liegt um etwa 35–40 % höher

3) für Beschäftigte in der Privatwirtschaft

Quelle: Statistikamt Litauens
Auch in Litauen weisen die Arbeitslosenquoten regional große Unterschiede auf: sie liegen in den ländlichen Regionen deutlich höher und in diesen vor allem in den Grenzregionen im Nordwesten, Osten und Südosten, während die großen Städte und ihr Umland kaum Arbeitslosigkeit kennen. Für 2005 lag die Quote in den Landkreisen Mažeikiai, Akmenė, Panevėžys, Joniškis, Ignalina, Šalčininkai, Lazdijai und Jurbarkas, sowie in der grenznahen Kleinstadt Druskininkai bei und über 10 %, während die Städte Vilnius, Kaunas und Šiauliai sowie die Kurische Nehrung und die an der Achse Kaunas – Vilnius gelegenen Landkreise Trakai und Elektrėnai Raten von 3 % und weniger aufwiesen. 2007 lagen die höchsten Werte nurmehr bei 6–7 %. Seit dem Jahr 2000 haben vor allem die mittelgroßen Städte Panevėžys und Šiauliai die Arbeitslosenquote deutlich senken können. Der monatliche Mindestlohn beträgt in Litauen 800 Litas, der stündliche 4,85 Litas. Der Durchschnittslohn in Litauen beträgt etwa 2175 Litas (Stand 2011). Etwa 38 Stunden arbeitet ein Litauer im Durchschnitt pro Woche.

## Außenhandel
Die Exporte beliefen sich 2005 auf 12,46 Mrd. € (42,975 Mrd. LTL), die Importe auf 13,2 Mrd. €. Der Außenhandel hat sich damit seit 1995 verdoppelt. Exportzuwachs 2005 war 27,1 %, Importzuwachs 25 %. Das Handelsdefizit erreicht 1,31 Mrd. €, hat sich aber im Vergleich zu den Jahren der Russlandkrise, als die Absatzmärkte im Osten wegbrachen, deutlich verringert.
Hauptexportländer sind die Schweiz (Sonderfall durch Erdölexporte über Handelsfirmen mit Sitz in der Schweiz), Russland und Deutschland, wohin 10 % der Exporte gehen. Nach Russland gehen heute nur noch 10 % der Exporte – 1996 waren es noch knapp 25 %. Haupteinfuhrländer sind Russland (22 %, v. a. Rohstoffe) und Deutschland (17 %).
Wichtigste Exportgüter Litauens sind mineralische Produkte, Maschinen und mechanische Geräte, Fahrzeuge und Transportmittel, Textilien, Holz und Milcherzeugnisse.

## Finanzsektor

### Bankwesen
In der Sowjetunion gehörte das litauische Bankenwesen zu den entwickelten Wirtschaftssektoren. In der Litauischen SSR Territorium Litauens gab es bis 1990 7 verschiedene Banken. Die Liberalisierung des Bankenwesens begann bereits nach der Perestrojka. Nach der Erklärung der Unabhängigkeit folgte eine Welle von Gründungen privater Kreditinstitute sowie die Privatisierung bisheriger staatlicher Kreditinstitute. Die letzte privatisierte, staatliche Bank war die Litauische Sparkasse Lietuvos taupomasis bankas die jetzt ein Teil der Swedbank ist.
Anfang der 2020er Jahre besteht das litauische Bankwesen aus 18 Banken, davon sind sechs Banken Niederlassung ausländischer Banken. So liegt der Marktanteil der SEB bankas und der Swedbank bei 65 %.

### Kapitalmarkt
Das Land führt seit dem 14. September 1993 eine Wertpapierbörse – die NASDAQ OMX Vilnius (heute auch Nasdaq Vilnius Stock Exchange genannt) – mit ihrem Leitindex für die Volkswirtschaft, dem OMX Vilnius Index.

## Industrie
Innerhalb der Industrie Litauens haben die zwei wichtigsten Produktionszweige Litauens, die Lebensmittelindustrie und die Textilindustrie, an Bedeutung verloren. Während sich die Lebensmittelindustrie in den letzten Jahren stabilisiert hat (die Beschäftigtenzahlen halten sich seit 2003 bei etwa 50.000 Menschen, 1995 noch 72.000), verlor die Textilindustrie nach dem Höhepunkt im Jahr 2001 (20,3 % Anteil an der Industrieproduktion) rasant an Bedeutung. Hier zeigt sich, dass die steigenden Löhne die Produktion aus Litauen verdrängen. Die Beschäftigung war 2006 gegenüber dem Höhepunkt 2003 um 15.000 Personen auf 57.000 zurückgegangen. Nachdem sich die Beschäftigung innerhalb der Branche zunächst (bis 2003) stark von der Textil- zugunsten der höherwertigen Kleidungsherstellung verschoben hatte, geht in den letzten Jahren die Beschäftigung auch in diesem Bereich stark zurück (2006: 38.000 Beschäftigte in der Kleidungsherstellung, 19.000 in der Textilproduktion). Die Lederherstellung (Schuhe, Taschen) ist seit 1995 (damals noch fast 8.000 Beschäftigte) fast gänzlich zum Erliegen gekommen (2006 1.600 Personen). Ein ähnlicher Bedeutungsrückgang ist in jüngster Zeit in der Holz- und in der Elektroindustrie zu beobachten (siehe unten). 
| Jahr                                  | 1995 | 1998 | 2000 | 2003 | 2005 | 2007 |
| ------------------------------------- | ---- | ---- | ---- | ---- | ---- | ---- |
| Wert in Milliarden Litas              | 5,9  | 9,0  | 9,7  | 12,5 | 16,5 | 19,8 |
| Zuwachs zum Vorjahr (real, in %)      | 5,2  | 12,1 | 13,7 | 15,9 | 6,8  | 6,4  |
| Anteil der Industrie am BIP (in %)    | 25,5 | 23,0 | 23,8 | 24,5 | 25,3 | 22,6 |
| Anteile der einzelnen Branchen (in %) |      |      |      |      |      |      |
| Lebensmittel                          | 32,5 | 28,8 | 25,4 | 22,3 | 21,0 | 20,6 |
| Chemie                                | 7,8  | 6,9  | 6,4  | 4,9  | 6,1  | 11,1 |
| Textil                                | 16,2 | 18,6 | 20,0 | 16,6 | 13,0 | 10,0 |
| Holz                                  | 5,0  | 5,5  | 7,4  | 9,6  | 9,6  | 8,8  |
| Plastik / Gummi                       | 1,0  | 2,3  | 3,4  | 6,3  | 6,5  | 6,2  |
| Metall                                | 2,9  | 3,2  | 3,7  | 4,1  | 5,8  | 7,1  |
| Nichtmetall                           | 5,9  | 5,2  | 4,1  | 4,3  | 5,2  | 6,1  |
| Druck / Papier                        | 8,5  | 8,1  | 7,6  | 7,4  | 6,3  | 6,0  |
| Elektro / Optik                       | 5,2  | 7,6  | 8,2  | 9,0  | 8,3  | 5,6  |
| Transportausrüstung                   | 2,7  | 3,2  | 3,0  | 3,2  | 4,8  | 4,8  |

## Energiewirtschaft
In Litauen waren 2017 die drei größten Energieverbraucher der Transportsektor (38,5 %), die privaten Haushalten (28,1 %) und die Industrie (18,8 %).
Laut einem Beschluss des Seimas vom Juni 2018 will Litauen den Übergang zu einer umweltverträglichen Energieversorgung sicherstellen. Es wird angestrebt, bis 2050 100 Prozent des Stroms im Inland zu erzeugen. Zudem sollen dann 80 Prozent des gesamten Strombedarfs aus erneuerbaren Energieträgern gedeckt werden. 2017 stammten gut 60 Prozent des erzeugten Stroms aus regenerativen Quellen.
Gesteigert werden sollen auch die Energieeffizienz im Gebäudewesen und der Industrie. Die Integration des litauischen Energiesystems in die europäischen Leitungsnetze ist vorgesehen. Dazu ist einerseits die Synchronisierung mit dem westeuropäischen Stromnetz und andererseits der Anschluss des Erdgasnetzes an das westeuropäische Pipeline-System nötig.